# St. Laurentius (Ernsgaden)

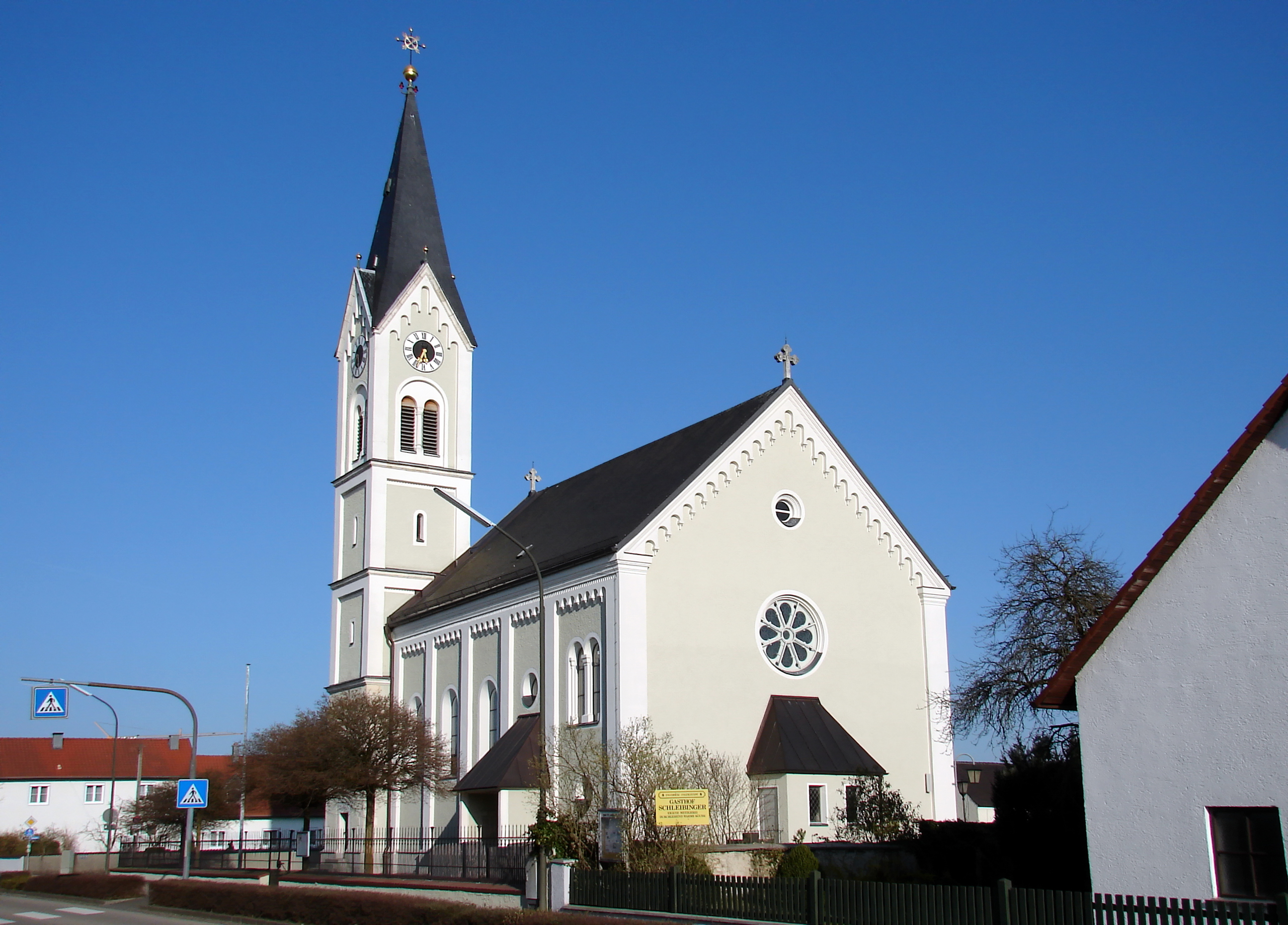
St. Laurentius in Ernsgaden

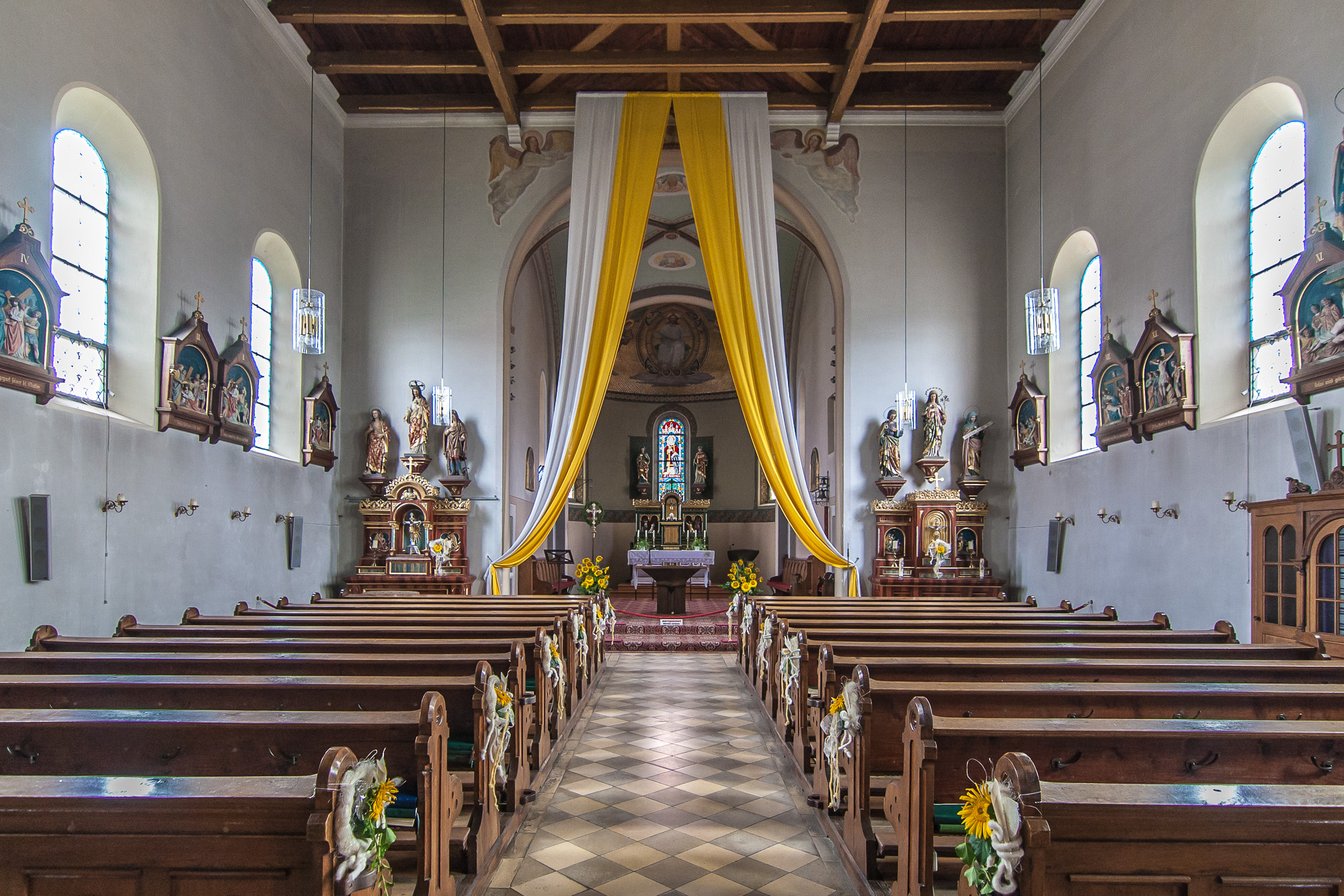
Innenansicht

Die römisch-katholische Pfarrkirche St. Laurentius steht in Ernsgaden, einer Gemeinde im oberbayerischen Landkreis Pfaffenhofen an der Ilm. Das Bauwerk ist in der Liste der Baudenkmäler in Ernsgaden als Baudenkmal unter der Nr. D-1-86-116-1 eingetragen. Die Pfarrei gehört zum Dekanat Geisenfeld-Pförring des Bistums Regensburg.

## Beschreibung
Die neuromanische Saalkirche wurde 1887–89 anstelle eines Vorgängerbaus errichtet. Sie besteht aus dem mit durch Bogenfriese verbundenen Lisenen in fünf Achsen mit Bogenfenstern gegliederten Langhaus, dem eingezogenen, halbrund geschlossenen Chor im Nordosten, der Sakristei an der Südostwand und dem Chorflankenturm an der Nordwestwand des Chors. Das oberste Turmgeschoss enthält hinter den als Biforien gestalteten Klangarkaden den Glockenstuhl mit vier Kirchenglocken. Zwischen den Giebeln mit den Zifferblättern der Turmuhr erhebt sich ein spitzer Helm. Die mechanische Orgel auf der Empore wurde 1889 von Martin Binder erbaut. 
Der Innenraum des Langhauses ist mit einer Holzbalkendecke überspannt, der des Chors mit einem Kreuzgratgewölbe.